# Paul Slack
 (décembre 2011).
Si vous disposez d'ouvrages ou d'articles de référence ou si vous connaissez des sites web de qualité traitant du thème abordé ici, merci de compléter l'article en donnant les références utiles à sa vérifiabilité et en les liant à la section « Notes et références ».
Pour les articles homonymes, voir Slack.
Paul Slack est un auteur-compositeur-interprète et bassiste né le 13 février 1957 à Londres.
Il est membre fondateur du groupe UK Subs pour lequel il a écrit notamment la musique du hit single Warhead.
Avec Henry Padovani et Chris Musto, il complète le trio de rock instrumental The Flying Padovanis.
En 2010, il rejoint la guitariste, compositrice et interprète Monica Welander et pour lequel il devient bassiste sur l'album Shut Up! de Monica and The Explosion.
Monica et Paul décide de partir en tournée avec seulement leur duo guitare/basse, jusqu'en Septembre 2011.
Il rejoint alors le groupe The Penny Black Remedy, en remplacement du bassiste Steve Nelson. 